# Alpen (Niederrhein)
Die Gemeinde Alpen liegt am unteren Niederrhein im Nordwesten des Bundeslands Nordrhein-Westfalen und ist eine kreisangehörige Gemeinde des Kreises Wesel im Regierungsbezirk Düsseldorf. Sie ist Mitglied der Euregio Rhein-Waal.

## Geografie

### Räumliche Lage
Die Gemeinde Alpen liegt in der niederrheinischen Tiefebene, zwischen Xanten (10 km) und Rheinberg (7 km) sowie 11 km südwestlich der Kreisstadt Wesel, welche zum Regionalverband Ruhr gehört. Im nordwestlichen Gemeindegebiet liegen Teile des Naturschutzgebiets Grenzdyck.

### Gemeindegliederung
Die Gemeinde Alpen gliedert sich in die vier amtlichen Ortschaften: Alpen, Bönninghardt, Menzelen und Veen. Des Weiteren existieren vier sogenannte Ortsbereiche: Bönning, Drüpt, Huck und Rill.

### Nachbargemeinden
Die Gemeinde Alpen grenzt im Norden an die Stadt Xanten, im Osten an die Städte Wesel und Rheinberg, im Süden an die Stadt Kamp-Lintfort und die Gemeinde Issum im Kreis Kleve sowie im Westen an die Gemeinde Sonsbeck.

## Geschichte
Die bedeutendste Fundstelle für das frühe Mittelalter im Raum Alpen ist das Gräberfeld von Rill. Doch auch in Alpen selbst, wenig nördlich des Ortskerns, wurden frühmittelalterliche Gräber aus der 2. Hälfte des 7. Jahrhunderts geborgen.

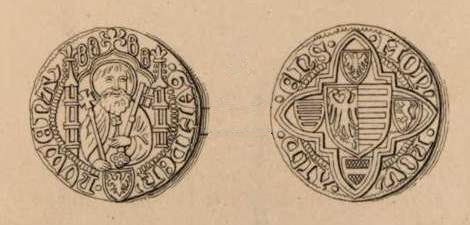
Weißpfennig Gumprecht II. von Neuenahr, Münzstätte Alpen, geschlagen zwischen 1420 und 1442

Namentlich wurde der heutige Ortsteil Menzelen 1074 zum ersten Mal urkundlich erwähnt. Alpen gehörte jedoch möglicherweise bereits im 7. Jahrhundert zum Besitz des Kölner Erzbischofs. Bis 1320 war es von dem 1084 erstmals erwähnten Geschlecht „von Alpen“ beherrscht. Durch Pfändung kam es zunächst an das Haus Hönnepel und 1330 an den Grafen von Geldern. Noch im selben Jahr gelangte die Herrschaft an die kurkölnischen Erbvögte aus der Familie derer von Heppendorf, die den Ort bis 1422 besaßen und sich ebenfalls von Alpen nannten. Der Ort ist 1319 erstmals als Stadt fassbar. Gumprecht I. von Alpen erhält 1349 das Recht in Alpen Münzen zu schlagen und er gewährt der Stadt und ihren Bürgern umfangreiche Privilegien. Bis 1602 blieb die Herrschaft Alpen im Besitz der Grafen von Neuenahr und fiel dann bis zur französischen Besetzung (1794–1814) in den Besitz der Grafen von Bentheim.
Die seit Beginn der Franzosenzeit bestehende jüdische Gemeinde nutzte eine ab 1801 erwähnte Synagoge bis zu deren Zerstörung 1938. Auf dem jüdischen Friedhof sind 56 Grabsteine (Mazewot) aus der Zeit von 1792 bis 1936 erhalten.
Die Evangelische Kirche ist die älteste reformierte Pfarrkirche Deutschlands.

### Burg Alpen

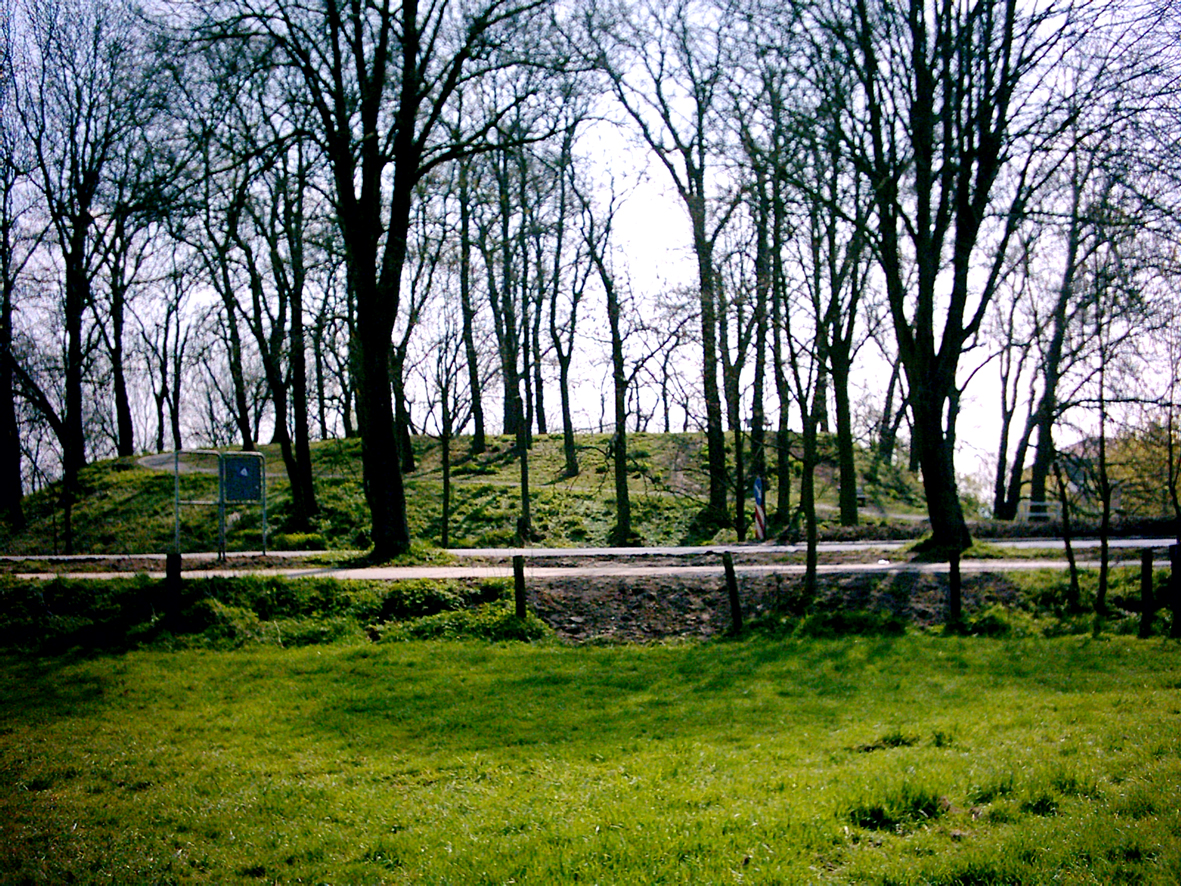
Der Mottenhügel an der Burgstraße/Alpen

Die Burg von Alpen, eine Motte östlich des Ortseingangs, wurde erstmals um 1200 urkundlich erwähnt. Bewohnt war die Burg noch bis in das 18. Jahrhundert. Durch das Erdbeben des Jahres 1756 unbewohnbar geworden, zerfielen die Gebäude schließlich. 1809 wurde die Motte abgetragen und das Material zum Bau einer, unter französischer Besatzung angelegten, Chausseestraße (Burgstraße) verwendet. Diese Straße schneidet den westlichen Teil des Mottenhügels.
Zum Ende des Zweiten Weltkriegs bauten Alpener Bürger einen Luftschutzbunker in den Mottenhügel.
In der Folgezeit verwilderte das Gelände der Burg. In Vorbereitung auf die 900-Jahr-Feier Alpens wurde der Hügel in den Jahren 1972 bis 74 hergerichtet. Ein Jahr vor Inkrafttreten des Denkmalschutzgesetz NW wurde der Burghügel mit Bäumen bepflanzt. Seit den 1980ern verwilderte die Anlage erneut. Im Rahmen eines Stadtumbauprogramms wird auch die Motte Alpen seit 2018 saniert. Die Wertbarmachung des Bodendenkmals ist ein Projekt des europäischen Jahr des Kulturerbes 2018 (Sharing Heritage) der Europäischen Kommission.

### St. Ulrich
Die ursprüngliche Kirche St. Ulrich wird um 1300 im Liber valoris erstmals erwähnt, kann aber wegen des Patroziniums aus dem 11. Jahrhundert stammen. Sie lag im Mittelalter westlich außerhalb der Stadt vor dem „Kirchtor“. In einem Krieg wurde sie 1602 zerstört, die neue Pfarrkirche wurde dann 1650 innerhalb der Stadt errichtet.

### Gebietsreform
Alpen gehörte in vorrevolutionärer Zeit zum kurkölnischen Amt Rheinberg, das unter anderem 1815 auf dem Wiener Kongress dem Königreich Preußen zugeschlagen wurde. Daraufhin kam Alpen im Zuge der Preußischen Verwaltungsorganisation am 23. April 1816 zum Kreis Rheinberg als einem von 29 Kreisen der Provinz Jülich-Kleve-Berg, der späteren Rheinprovinz, der aber schon 1823 mit dem Landkreis Geldern vereinigt wurde. Diese Vereinigung wurde bereits 1857 rückgängig gemacht. Von da ab gehörte Alpen zum Landkreis Moers.
Am 1. April 1939 wurden die Gemeinden Bönning, Bönninghardt, Drüpt, Huck und Millingen nach Alpen eingemeindet.
Am 1. Juli 1969 wurden in der ersten Phase der Neugliederung in Nordrhein-Westfalen durch das Gesetz zur Neugliederung von Gemeinden des Landkreises Moers die Gemeinden Alpen, Menzelen und Veen des ehemaligen Amtes Alpen-Veen zur neuen Gemeinde Alpen zusammengeschlossen.
Im Rahmen des Niederrhein-Gesetzes wurde am 1. Januar 1975 der Ortsteil Millingen von Alpen in die Stadt Rheinberg umgegliedert und die Gemeinde Alpen dem neuen Kreis Wesel zugeordnet.

## Politik

### Ergebnisse der Kommunalwahlen 2020 in Alpen (Niederrhein)
Die Sitze im Stadtrat verteilen sich nach dem Ergebnis der Kommunalwahl 2020 folgendermaßen auf die einzelnen Parteien:
| Partei             | Stimmen 2020 | Stimmenanteil 2020 | Stimmenanteil 2014 | +/- %p | Sitze 2020 | Sitze 2014 |
| ------------------ | ------------ | ------------------ | ------------------ | ------ | ---------- | ---------- |
| CDU                | 3.530        | 51,1 %             | 56,5 %             | − 5,4  | 17         | 18         |
| Grüne              | 1.354        | 19,6 %             | 13,2 %             | + 6,4  | 6          | 4          |
| SPD                | 1.076        | 15,6 %             | 23,9 %             | - 8,3  | 5          | 8          |
| FDP                | 627          | 9,1 %              | 6,3 %              | + 2,8  | 3          | 2          |
| Die PARTEI         | 327          | 4,7 %              | 0,0 %              | + 4,7  | 1          | 0          |
| Gültige Stimmen    | 6.914        |                    |                    |        |            |            |
| Ungültige Stimmen  | 137          |                    |                    |        |            |            |
| Stimmen/Sitze ges. | 7.051        |                    |                    |        | 32         | 32         |
| Wahlberechtigte    | 10.772       | 65,5 %             | 60,6 %             | + 4,9  |            |            |

- SPD: 5
- PARTEI: 1
- Grüne: 6
- CDU: 17
- FDP: 3

### Bürgermeister
| Partei | Kandidat*                  | Stimmen | % (2020) |
| --- | -------------------------- | ------- | -------- |
| CDU | Ahls, Thomas               | 3.846   | 55,1 %   |
| | Aldenhoff, Timo            | 1.572   | 22,5 %   |
| Bündnis 90/Die Grünen | Nienhaus, Peter            | 1.079   | 15,5 %   |
| FDP | Vochtel, Moritz            | 286     | 4,1 %    |
| Die PARTEI | Schuscik, Matthias Gabriel | 194     | 2,8 %    |
| Gültige Stimmen | Gültige Stimmen            | 6.977   |          |
| Ungültige Stimmen | Ungültige Stimmen          | 87      |          |
| Stimmen Insgesamt | Stimmen Insgesamt          | 7.064   |          |
| Wahlberechtigte Insgesamt | Wahlberechtigte Insgesamt  | 10.772  | 65,6 %   |
| Bürgermeisterwahl* 13.09.2020 Alpen (Niederrhein)Wahlbeteiligung von 65,6 % 6050403020100 55,1 %22,5 %15,5 %4,1 %2,8 % CDUaSonst.bGrünecFDPdPARTEIeAnmerkungen:a Ahls, Thomasb Aldenhoff, Timoc Nienhaus, Peterd Vochtel, Moritze Schuscik, Matthias Gabriel |                            |         |          |

Der amtierende Bürgermeister von Alpen ist seit 2020 Thomas Ahls (CDU).

### Wappen, Banner und Siegel
Das Siegel des letzten Besitzers der Herrschaft aus dem Hause derer von Alpen zeigt einen heraldisch nach rechts gewandten bekrönten Löwen. Nach einem um 1402/07 verbauten Wappenstein im Kloster Grafenthal ist der Löwe rot und der Schild silber gewesen, wenn denn die Zuweisung zu Alpen sich als richtig erweist. Dort besteht die Helmzier aus einem bekrönten Helm, silbern-roten Decken, wachsenden rotem Löwen mit golder Krone/Mörser. Im Gegensatz dazu sind die Tinkturen in Feld 4 des Herzschildes auf dem nach 1589 entstandenen Wappen der Grafschaft Bentheim vertauscht. Als weiteren Varianz zeigen einige Ahnenwappen den Schild mit Eisenhütlein belegt.

Wappen der ehem. Gemeinde Menzelen
Wappen der ehem. Gemeinde Veen
Wappen der ehem. Amtes Alpen-Veen
Siegel

Der Gemeinde Alpen ist mit Urkunde des Regierungspräsidenten von Düsseldorf vom 14. Januar 1971 das Recht zur Führung eines Wappens, eines Banners und eines Siegels verliehen worden.
| Wappen von Alpen | Blasonierung: „Elfmal geteilt von Gold (Gelb) und Rot, belegt mit einem rot bewehrten schwarzen Adler.“ |
| Wappen von Alpen | Wappenbegründung: Das Wappen ist angelehnt an das der Herren von Alpen aus dem Hause der ehemaligen kurkölnischen Erbvögte und dem Hause derer von Neuenahr. Die Symbole kamen schon im ältesten Siegel der Stadt aus dem 15. Jahrhundert vor, dargestellt zu Füßen eines Bischofs mit Buch (Ulrich von Augsburg als Alpener Kirchenpatron) innerhalb eines prächtigen gotischen Portals. |

| - Banner | Beschreibung des Banners: „Elfmal von Gelb nach Rot quergestreift, belegt mit einem etwas über die Mitte nach oben geschobenen rotbewehrten schwarzen Adler.“ Beschreibung des Siegels: „Die Gemeinde führt ein Dienstsiegel mit der Umschrift: +GEMEINDE.ALPEN.KREIS WESEL+ (in Form einer Münzlegende). Siegelbild: Im schwarzen Kreis elfmal von Weiß nach Schwarz geteilt, belegt mit einem schwarzen Adler.“ |

## Infrastruktur und Wirtschaft

### Verkehrsinfrastruktur

#### Schienenverkehr

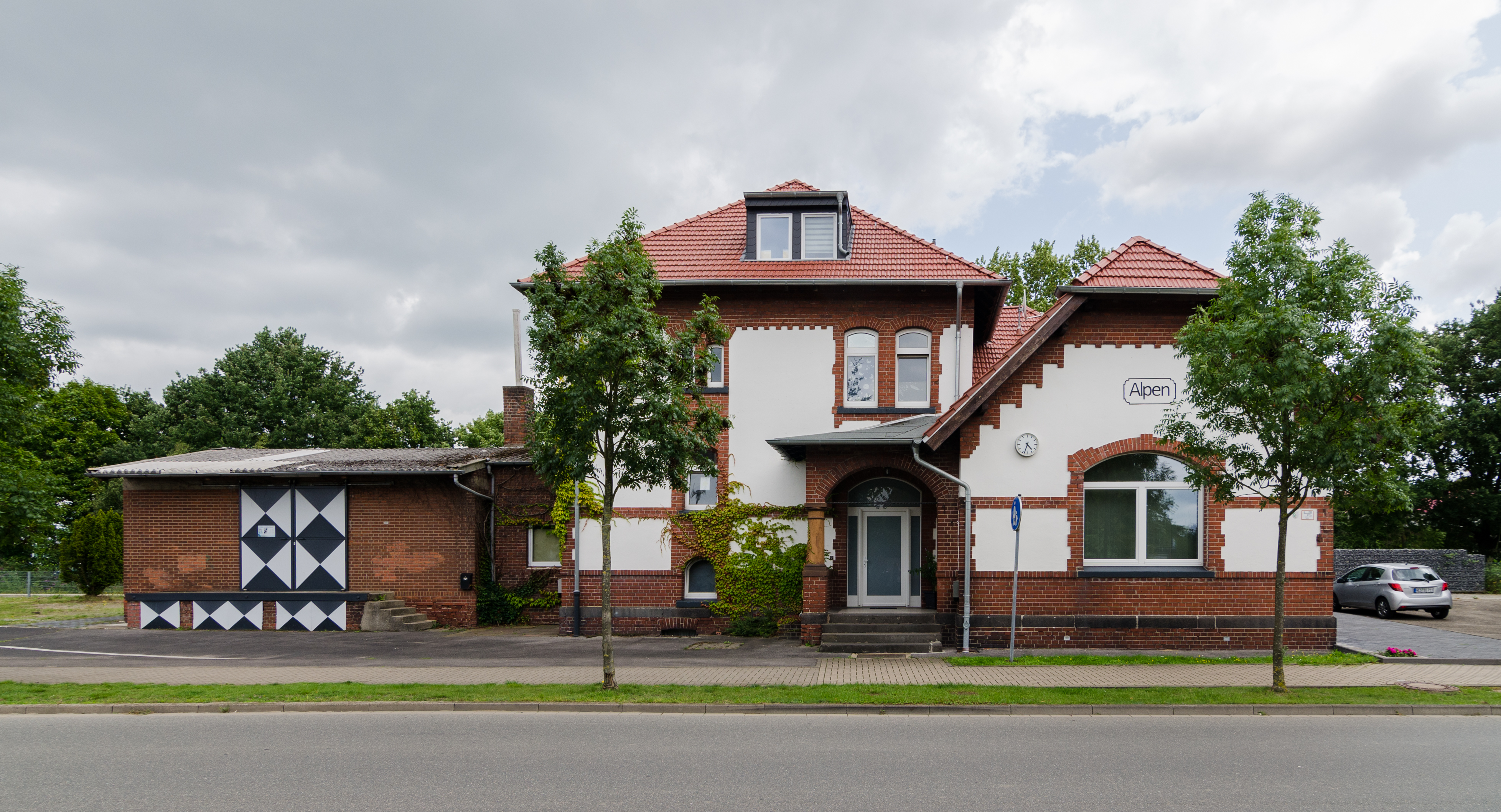
Bahnhofsgebäude

Ungefähr 500 m östlich des Ortszentrums befindet sich der Haltepunkt Alpen an der Niederrheinstrecke (KBS 498), auf der im Schienenpersonennahverkehr die Regionalbahn „Der Niederrheiner“ (RB 31) Xanten–Moers–Duisburg verkehrt. Die RheinRuhrBahn (RRB) setzt dazu Dieseltriebwagen vom Typ LINT 41 in Einzel- oder Doppeltraktion ein.
| Linie | Verlauf | Takt   |
| ----- | --- | ------ |
| RB 31 | Der Niederrheiner: Xanten – Alpen – Millingen – Rheinberg (Rheinl) – Moers – Trompet – Rumeln – Rheinhausen – Duisburg Hbf Stand: Fahrplanwechsel Dezember 2021 | 60 min |

Darüber hinaus besitzt Alpen den ehemaligen Bahnhof Menzelen West, der ein Knotenpunkt der Niederrheinstrecke mit der inzwischen stillgelegten Bahnstrecke Haltern–Venlo war. Er wird seit 1979 nicht mehr bedient. Der Bahnhof Bönninghardt, ebenfalls an der Venloer Bahn gelegen, war von 1885 bis 1967 in Betrieb.

#### Öffentlicher Personennahverkehr
Alpen ist durch mehrere Buslinien an das Nahverkehrsnetz angeschlossen. Diese sind alle über die Haltestelle Alpen Bf oder Abzweig Bf mit der Regionalbahnlinie verknüpft. Ein Schnellbus (SB7) verbindet Alpen mit der Kreisstadt Wesel und Geldern. Weitere Buslinien verkehren in die umliegenden Gemeinden. Des Weiteren gibt es einen Bürgerbus in Alpen. Betrieben werden die Buslinien von den Niederrheinischen Verkehrsbetrieben (NIAG) und durch den Regionalverkehr Niederrhein (RVN).
Für den gesamten öffentlichen Personennahverkehr (ÖPNV) gilt der Tarif des Verkehrsverbundes Rhein-Ruhr und tarifraumüberschreitend der NRW-Tarif. Der Bürgerbus hat einen eigenen Tarif. Das Ticket ist nur für die Fahrt von Alpen nach Veen über die Bönninghardt oder zurück gültig.

#### Straßen
Alpen ist an die Bundesautobahn 57 (E 31) sowie an die Bundesstraße 58 und die Bundesstraße 57 angebunden. Gleichzeitig wird das Gemeindegebiet durch die Landstraße 460 (nördlich) sowie die Landstraße 491 (im südwestlichen Bereich) durchschnitten. Es gibt außerdem noch andere Straßen.

### Unternehmen

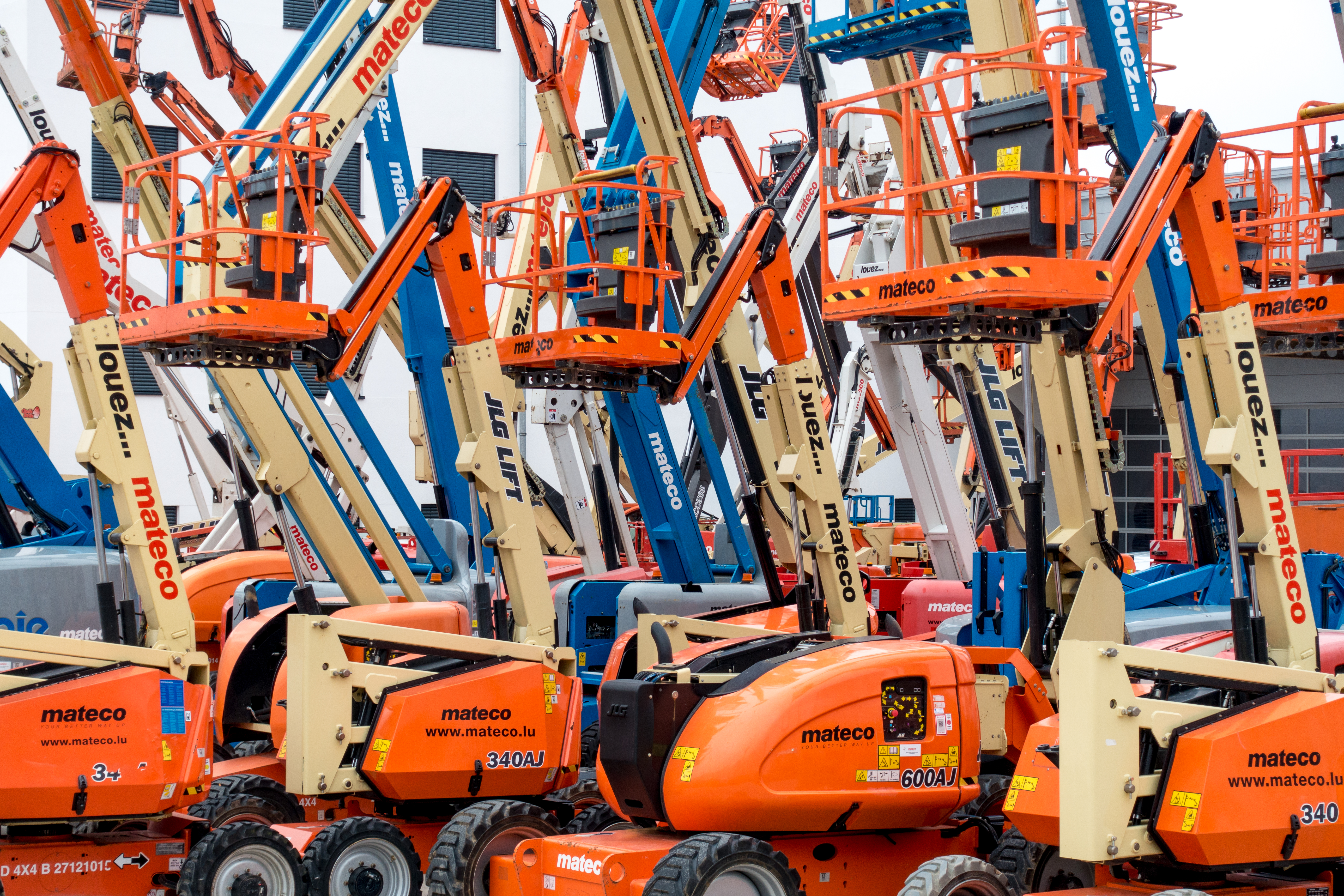
Mateco Arbeitsbühnen

Größere Firmen in Alpen sind der Landmaschinenhersteller Lemken, die Firma Norgren GmbH (IMI Norgren), die dort pneumatische Steuerungen herstellt, sowie der Verleih von Arbeitsbühnen Mateco, vormals Gardemann. Die Volksbank Niederrhein hat ihren Sitz in Alpen.

### Sicherheit
Die Gemeinde Alpen verfügt über eine Freiwillige Feuerwehr mit etwa 100 Mitgliedern und 14 Einsatzfahrzeugen, die an den Standorten Alpen, Menzelen und Veen untergebracht sind. Zu ihrem Einsatzgebiet gehört ebenfalls die Bundesautobahn 57 in Fahrtrichtung Rheinberg und Sonsbeck. Der Rettungsdienst wird durch einen Rettungswagen stationiert auf der DRK Rettungswache am Bahnhof sowie die Rettungswachen in Rheinberg und Xanten sichergestellt.
Die Kreispolizeibehörde Wesel unterhält einen Bezirksbeamten, der seit 2010 im Neubau des Rathauses zu finden ist. Die Kriminalitätsbekämpfung wird durch die Polizeiwachen Xanten, Rheinberg und Kamp-Lintfort sichergestellt.
Im Jahre 2010 wurden die Zivilschutzsirenen vom Typ E57, die sich seit vielen Jahrzehnten an verschiedenen Standorten im Gemeindegebiet befinden, durch neue Hochleistungssirenen ersetzt, um die Warnung der Bevölkerung sicherzustellen.

## Bildung
In Veen, Menzelen und Alpen gibt es je eine Grundschule, in Alpen eine Sekundarschule nach dem Modell der nordrhein-westfälischen Landesregierung in der Nähe der historischen Motte gelegen.

## Sport
In Alpen befinden sich im Bereich des Schulzentrums eine Mehrzweckturnhalle, ein Schwimmbad, mehrere Fußballplätze sowie Tennisanlagen. In allen Ortsteilen existieren Sportanlagen, die von den ansässigen Vereinen wie auch den Schulen genutzt werden.
Sportvereine in der Gemeinde:
- Leichtathletik-Gemeinschaft Alpen e. V.
- FC Viktoria Alpen 1911 e. V.
- BSV „Rot-Weiß“ Bönninghardt
- SV Menzelen 1925 e. V.
- SV Borussia Veen 1920 e. V.
- BSV Drüpt 1683 e. V.
- DLRG OG Alpen
- Reit- und Fahrverein „St. Georg“ Alpen e. V.
- ASV „Rotfeder“ Alpen
- Pokerteam-am-Niederrhein
- Aikido Dojo Alpen e. V.

## Persönlichkeiten
Zu bekannten gebürtigen und mit der Gemeinde Alpen verbundene Persönlichkeiten gehören Personen aus Geschichte und Religion, wie beispielsweise die Kurfürstin Amalia (1539–1602), Pfalzgräfin bei Rhein, und Johann von Alpen (1630–1698), Generalvikar des Bistums Münster. Aber auch Personen aus Kunst und Kultur, sowie Militär, Sport, Wirtschaft, Wissenschaft und Politik. Eine vollständige Liste, inklusive Bürgermeister und Ehrenbürger, findet sich im Hauptartikel.